# Confide
Confide foi uma banda de metalcore  americana de Los Angeles, Califórnia, formada em 2004. Eles lançaram três EPs e dois álbuns de estúdio. Embora todos os membros da banda serem cristãos, eles não foram comercializados no mercado "cristão", já que a banda estava em uma gravadora secundaria. A banda anunciou em 4 de outubro de 2010, que a banda iria encerrar as atividades enquanto estava em turnê no Japão em 2010. Ao retornar do Japão, eles tocaram seu show de despedida em 7 de novembro de 2010.
A banda voltou as atividades em agosto de 2012 e está escrevendo o seu terceiro álbum de estúdio.

## História

### Formação e Primeiro EP (2004-2006)
Confide foi originalmente formada em agosto de 2004 por Aaron Van Zutphen, Jason Pickard e Josh Plesh, a banda inicialmente tocava deathcore. Eles foram à procura de mais alguns membros. Pickard era amigo de Billy Pruden enquanto Prudent e Zutphen convidarão Helberg. Estes cinco formavam a formação original do Confide. Eles lançaram dois EPs nesta formação Innocence Surround e Introduction.
Até o final de 2006, o vocalista Josh Plesh deixou a banda e foi substituído por Ross Michael Kenyon, colocando sua outra banda Penknifelovelife em hiato. Kenyon nasceu e cresceu na Europa e se mudou para os Estados Unidos para ficar com sua namorada e, ao mesmo tempo, foi procurar bandas que precisavam de um vocalista. Depois de se comunicar com Helberg, Kenyon juntou-se com o Confide e se mudou para sua casa, onde eles começaram a treinar. Esta mudança na formação da banda fez um som puro metalcore, caindo quase toda a influência do death metal.
Em 2007, Kenyon foi forçado a voltar para a Inglaterra e começou a se apresentar em sua outra banda Penknifelovelife novamente, desta vez colocando Confide em hiato. Depois de uma turnê com a banda And Their Eyes Were Bloodshot na Europa, afirmou em sua página no Myspace que ele estava deixando a banda permanentemente para colocar o foco em Confide. Penknifelovelife teve fim em 2007, e Confide começou a escrever seu álbum de estréia.

### Assinando com a Tragic Hero e álbum de estréia (2006-2009)
O álbum de estréia intitulado Shout the Truth, foi lançado em 17 de junho de 2008, pela Science Records. Pouco tempo depois que o álbum foi lançado, a Science Records foi eliminada por sua controladora, a gravadora Warner Bros e Confide ficou sem gravadora. No início de 2009, a banda assinou com a Tragic Hero Records, e começou a se apresentar em todo os Estados Unidos, em excursões, como o "Don't Take Your Guns to Tour", ao lado das bandas Once Nothing, Here I Come Falling, e In Fear and Faith.
Em 25 de julho de 2009, a banda anunciou que eles estavam indo relançar seu álbum de estréia Shout the Truth. O relançamento continha três músicas bônus, um dos quais é um cover da música "Such Great Heights" da banda The Postal Service, e foi lançado em 8 de setembro de 2009. Após o lançamento, a banda se apresentou ao lado de uma turnê promocional com This Romantic Tragedy e Agraceful. Em janeiro eles terminaram de gravar seu segundo álbum de estúdio. O novo álbum, intitulado Recover, foi lançado em 18 de Maio. Em 7 de abril, Confide lançou uma nova música, intitulada "When Heaven Is Silent", do novo álbum. Em 21 de abril, eles lançaram uma segunda música do novo álbum intitulada "Now or Never". Junto com seu novo álbum, eles lançaram seu segundo vídeo da música. Eles estavam planejando a embarcar na turnê Band of Brothers.
No entanto, em 28 de setembro de 2010, Confide caiu fora da turnê Band of Brothers. Seu nome foi descartado e a turnê começou no dia seguinte. Eles também se retirarão fora da turnê do  Miss May I Monument. O baixista do Miss May I Ryan Neff confirmou pelo twitter que Confide tinha acabado, mas o post foi removido mais tarde. Joel Piper também afirmou em seu twitter: "Meu telefone e e-mail está explodindo agora. Alguns de vocês podem saber por que". Seu tweet foi posteriormente excluído também. Miss May I passou a falar sobre sua turnê, porque o The Word Alive saiu da turnê Monument. Eles afirmaram "The Word Alive decidiu sair em turnê com A Day to Remember em vez de entrar na nossa turnê, e Confide nos informou que não vai fazer a turnê por mais tempo, porque eles estão se separando. Desculpe a todos que isto decepciona, não temos qualquer informação adicional sobre as situações da banda". Foi então claro sobre o que estava acontecendo com a banda. A banda atualizou sua página oficial do Facebook com informações sobre sua turnê no Japão em 29 de setembro.

### O retorno da turnê e fim (2009-2010)
Em 4 de outubro de 2010, foi anunciado oficialmente pela Confide o seu fim. Eles afirmaram que eles vão se separar quando retornar de sua turnê no Japão no início de outubro. A banda planejava tocar vários shows de despedida na Costa Oeste. Um comunicado divulgado em nome da banda diz,
"Não há maneira fácil de dizer isso a todos, mas é hora de pôr fim a todos os rumores que vocês tanto ouviram falar que nossa banda acabou. Infelizmente, os rumores são verdadeiros e desejamos que poderia ter sido o primeiro a dizer-vos mas há razões pelas quais não poderiam liberar esta declaração até agora. Queremos ser 100% honestos com vocês e que vocês saibam os reais motivos que Confide vai acabar. Primeiro de tudo, nós queremos que vocês saiba que cada membro da banda permanecem amigos e a banda acabar era uma coisa positiva e nada de ruim aconteceu para resultar nisso. Depois de ser uma banda em turnê por mais de três anos, Confide está na estrada para 9-10 meses fora do ano e para algumas pessoas na banda, foi começando a ser uma luta muito difícil, vivendo em uma van, dormindo em parques de estacionamento e não comendo nem dormindo bem. Nós absolutamente amamos fazer música, fazer shows e especialmente reuniões sair com os fãs, mas nós sentimos que Deus tem um novo capítulo em nossas vidas agora. Cerca de duas semanas atrás, Joshua, Trevor e eu (Ross) sentamos e conversamos sobre como nos sentimos sobre passeios e como ela está realmente tomando um pedágio em nossas vidas. Após a palestra, que sentou-se como uma banda completa e disse Jeff & Joel como nos sentimos e eles foram muito compreensivos e sabiam exatamente o que estávamos passando. Jeff & Joel discutido para manter a Confide, mas decidimos como um grupo o que seria a melhor escolha, se Confide chegou ao fim depois de nossa turnê no Japão, que está no início de outubro. Cada membro da banda vai continuar a trabalhar na indústria da música, de alguma forma ou de outra, seja em uma banda de trabalho, para uma gravadora etiqueta/gestão, trabalhar em um estúdio, ou o que quer que seja, nós não estamos desistindo de música e você definitivamente vai ouvir de cada um de nós de novo. Esperamos que vocês vão mostrar cada de nós o mesmo apoio que têm demonstrado ao Confide longo dos anos. Desde o início, Confide foi uma banda que se esforçou para ajudar, incentivar e inspirar as pessoas e mesmo que a banda acabe, queremos que vocês ainda sejam capaz para falar conosco em um nível pessoal por isso, se você quiser conversar ou simplesmente dizer olá, por favor, não hesite em contactar-nos através do nosso facebook, twitter ou myspace. Como um grande obrigado aos nossos fãs, vamos estar fazendo um monte de shows de despedida. Vamos postar datas e detalhes sobre a despedida uma vez que voltarmos do Japão e entender tudo isso. Queremos agradecer os fãs e dar a vocês a chance de vir a um show e celebrar a vida do Confide com a gente."

#### Show de despedida
Em 7 de novembro de 2010, Confide teve seu último show no Glasshouse em Pomona, Califórnia. O evento foi um show com ingressos esgotados, lotando a capacidade do local 300 pessoas, onde também teve bandas locais abrindo para o que Confide pudesse partilhar o palco em outros locais ao redor de Southern Califórnia. Depois que o show acabou, os fãs de todo o país foram para fora esperando para se despedir e tirar fotos com os membros da banda. Todas as mercadorias, instrumentos, fios, microfones e vans da banda estavam à venda após o show.

### Reunião parcial
Confide se reuniu para um show pela última vez no Festival de Parque em Hidden Valley, Califórnia, em 4 de setembro de 2011. Fãs especularam que eles iriam excursionar de novo, mas foi confirmado pelos membros do Confide que não iria fazer uma turnê após esse show. O vocalista, Kenyon anunciou através de sua página no Twitter que ele será anunciado um projeto solo em 2012. O Baterista, Piper começou um novo projeto musical de pop e lançou um EP online chamado The Only One.

### Campanha Kickstarter Novo Álbum (2012)
Em 31 de agosto de 2012, Confide anunciou sua reunião e lançou sua campanha no Kickstarter. A banda precisa de pelo menos 30.000 dólares até 01 de outubro de 2012 para criar seu próximo álbum. Entretanto a banda conseguiu todo o dinheiro logo no dia 4 de Setembro de 2012, graças a ajuda dos fãs. De acordo com a página da banda Kickstarter o álbum está programado para lançamento em dezembro de 2012. Confide está realizando vários festivais desde o financiamento do álbum, há especulações de uma turnê de pequena escala.

## Integrantes
| Formação atual - Ross Kenyon — vocal (2006-2013) - Jeff Helberg — guitarra base (2004-2013) - Trevor Vickers — baixo, vocal de apoio (2009-2013) - Joel Piper — bateria, vocal limpo (2009-2013) Integrantes de turnê - Casey Lagos — vocal (2010) - Kyle Istook — vocal (2010) | Ex-Integrantes - Josh Plesh — vocal (2004–2007) - Aaron Richard Van Zutphen — guitarra principal, programação, vocal limpo (2004–2009) - Billy Pruden — baixo (2004–2009) - Arin Ilejay — bateria, programação, vocal limpo (2006–2008) - Jason Pickard — bateria (2004–2005) - John Penton — bateria (2005–2007) - Joshua Paul — guitarra principal, vocal de apoio (2009-2013) |

## Discografia
Álbuns de estúdio
- Shout the Truth (2008)
- Recover (2010)
- All Is Calm (2013)

EPs
- Innocence Surround (2005)
- Introduction (2006)

Demos
- Demo (2008)

## Videografia
| Ano  | Música                        | Diretor        | Álbum                          |
| ---- | ----------------------------- | -------------- | ------------------------------ |
| 2007 | "Zeal" (nunca foi completado) | Ryan Wilson    | Demo 2008                      |
| 2008 | "If We Were a Sinking Ship"   | Daniel Chesnut | Shout the Truth                |
| 2009 | "Such Great Heights"          | Daniel Chesnut | Shout the Truth (relançamento) |
| 2010 | "I Never Saw This Coming"     | Luke Rocheleau | Shout the Truth (relançamento) |
| 2010 | "The View From My Eyes"       | Jon Stone      | Recover                        |